# Detlef Meyer
Detlef Meyer (* 10. August 1959) ist ein ehemaliger deutscher Fußballspieler.

## Karriere
Der defensive Mittelfeldspieler stammte aus der Jugend von SV Eintracht 1919 Einbeck. Nach vier Spielen in der Schülernationalmannschaft wechselte er in die Jugend von Borussia Dortmund und gehörte als 19-Jähriger zum Kader des Bundesligisten in der Saison 1978/79, wurde jedoch nicht eingesetzt. Für den Wuppertaler SV kam er in der 2. Bundesliga Nord 1979/80 auf 28 Zweitligaspiele, mit dem Verein stieg er jedoch als 20. und Tabellenletzter in die Oberliga Nordrhein ab. Für Wuppertal spielte er die folgenden drei Jahre in der Oberliga.
Trainer Rolf Müller, der Meyer noch aus Wuppertaler Zeiten kannte, holte ihn 1983 zum 1. FC Bocholt, mit dem er Niederrheinpokalsieger wurde und dadurch den DFB-Pokal 1983/84 erreichte. Dort scheiterte man erst im Viertelfinale am FC Bayern München. Die Oberliga Nordrhein schloss der Mittelfeldspieler mit den Schwatten vom Hünting in der Saison 1983/84 als Meister ab, in der folgenden Aufstiegsrunde zur 2. Bundesliga scheiterte der Klub allerdings an Blau-Weiß 90 Berlin und dem FC St. Pauli. Detlef Meyer spielte noch weitere sieben Jahre für den 1. FC Bocholt, mit seinem Verein erreichte er allerdings nur noch vordere Platzierungen (Rang drei 1985/86 und 1989/90), Rang vier (1988/89). 1991 folgte er seinem ehemaligen Mannschaftskameraden Ralf Bugla zum SC Südlohn.